# مواد مدورة بعد الاستهلاك

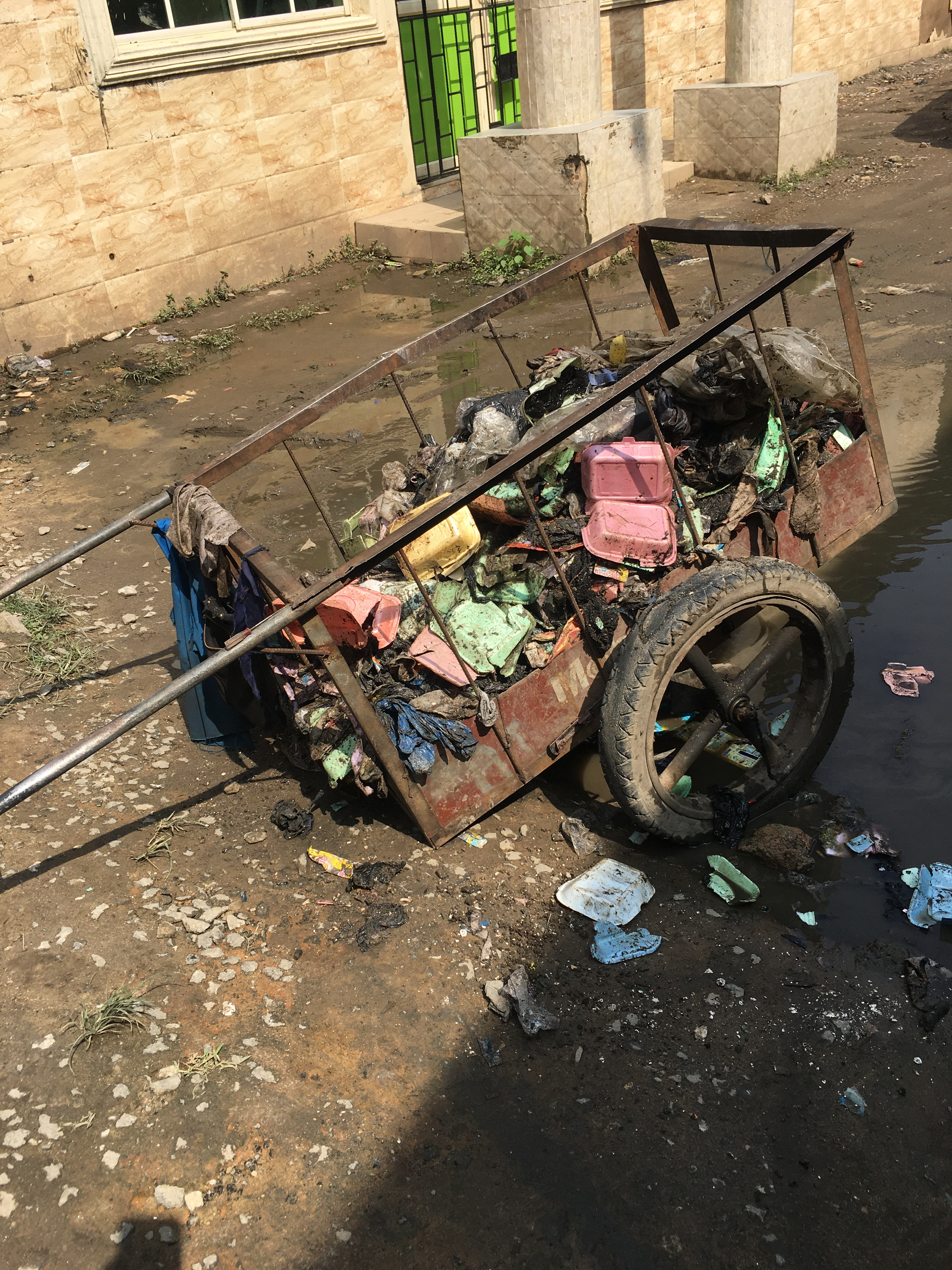
النفايات المنزلية على عربة يدوية لنقلها إلى مكب النفايات

المواد المدورة بعد الاستهلاك (بالإنجليزية: Post-Consumer Materials) هي مخلفات اُستخلصت من المنازل أو المرافق التجارية والصناعية والمؤسسات بحيث أصبح من غير الممكن استخدامها لما صنعت له أساسًا. 